# Ленінген
Ленінген (нім. Löningen) — місто в Німеччині, розташоване в землі Нижня Саксонія. Входить до складу району Клоппенбург.
Площа — 143 км2. Населення становить 13 592 ос. (станом на 31 грудня 2021).